# Hebereke
Hebereke (へべれけ) est une série de jeux vidéo à thème de mascottes, dont le héros principal, le manchot Hebereke (Bop Louie). La série a été éditée par Sunsoft sur différentes consoles, principalement au Japon. Le premier opus, Hebereke, est aussi sorti en Europe sous le titre Ufouria: The Saga. Les autres jeux de la série sortis en Europe sont Hebereke's Popoon sur Super Nintendo en 1994 et Hebereke's Popoitto sur Super Nintendo et Sega Saturn en 1995 et sur Playstation en 1996. Contrairement à Ufouria, les deux jeux Hebereke n'ont pas subi de modifications graphiques pour leur sorties européennes. La série revient sur le devant de la scène en 2024 avec la sortie de Ufouria: The Saga 2, un jeu à mi-chemin entre la suite et le remake de l'original sur consoles modernes.

## Titres de la série
1. Ufouria: The Saga ou Hebereke (1991, NES)[1],[2],[3]
2. Hebereke's Popoon (1993, Super Nintendo)
3. Hashire Hebereke (1994, Super Nintendo)
4. Hebereke no Oishii Puzzle (1994, Super Nintendo)
5. Sugoi Hebereke  (すごいへべれけ?) (11 mars 1994, Super Nintendo), un jeu vidéo de combat en 2D en vue aérienne. Il y a 8 personnages jouables: Hebereke, Oh-Chan, Suzukezaemon, Jennifer, Boo, Utsu, Pen et Unyo.
6. Hebereke's Popoitto (1995, Super Nintendo, Sega Saturn, PlayStation)
7. O-Chan no Oekaki Logic (1995, Super Nintendo, Sega Saturn, PlayStation, WonderSwan)
8. Ufouria: The Saga 2 (2024, Nintendo Switch, Xbox Series, PlayStation 5, édité par Red Art Games)